# Pycnandra longipetiolata
Pycnandra longipetiolata är en tvåhjärtbladig växtart som beskrevs av Swenson och Jérôme Munzinger. Pycnandra longipetiolata ingår i släktet Pycnandra och familjen Sapotaceae. Inga underarter finns listade i Catalogue of Life.